# 沙市市
沙市市（さしし、中国語: 沙市市、拼音: Shāshì、英語: Shashi）は中国の湖北省中部に1949年から1994年まで存在していた長江の北岸に位置する港湾都市である。最終的な市域は現在の沙市区大半で、旧岑河鎮および旧観音壋鎮を除いた部分に当たる。

## 歴史
春秋時代・戦国時代には、この付近にあった楚の国都の郢の外港および長江の渡し場となっており、古くは津あるいは夏首と呼ばれ、春秋戦国時代に江津と改名された。後漢末期に関羽が現在の沙市のすぐ西に江陵城（現在の荊州古城の場所にあった）を築き、江陵は物流・戦略上の要地として重要となり争奪戦の舞台になった。港町の名は唐代に沙頭市と改められたが、これが縮められて現在の沙市という地名になった。
沙市には元代の1324年に建てられた章華寺、明代の1552年に長江沿いに建てられた七層八角形の万寿宝塔などがあり名勝となっている。その他、鶏公山文化遺址、周梁玉橋文化遺址、春秋時代の楚の愛国詩人屈原が住んだ江瀆宮などがある。中山公園は1935年に整備された都心の公園で、周囲を江津湖に囲まれており、中山紀念堂や楼閣などのほか、春秋時代の著名人物である孫叔敖の墳墓もある。沙市の市街に隣接して荊州古城（旧江陵城、荊州区）があり、近郊には411年間にわたり楚の国都であった紀南城跡もある。
1894年の日清戦争の敗戦後、翌1895年の下関条約で沙市は開港地となり長江有数の港湾都市となった。日中戦争では1940年6月8日に沙市は日本軍に占領され、終戦まで占領された。日本軍の投降後は国民党湖北省政府第四行政専員公署が置かれたが、1949年7月15日に人民解放軍に制圧された。中華人民共和国成立後、荊州周辺は何度も行政区分の変更が行われた。当初は湖北省の直轄市（省轄市）だったが、1956年には荊州地轄市となり、1979年に再度省轄市となり、名称も沙市市に戻った。1994年10月、国務院は沙市市、江陵県、荊州地区の合併を批准し、地級市「荊沙市」が発足したが、1996年に荊州市と名称変更され現在に至っている。

## 行政

### 行政区画
5街道、4郷を管轄する。
- 街道：中山街道、朝陽街道、崇文街道、解放街道、勝利街道
- 郷：立新郷、関沮郷、聯合郷、羅場郷

## 租界
沙市には日本の專管租界があろ。この租界は明治二十八年(ー八九五年)四月の下關條約第六條及び明治三十一年(一八九八年)八月の沙市日本居留地章程に基き、一八九六年に開放されその翌年設從されたものである。
租界の區域は、右居留地章程第一條の規定するところで、同條には「沙市口洋碼頭官地西界より起り、 東南長江に沿ひ直長三百八十丈、其西界より直長八十丈間は幅八十丈以下、直長三百丈間は幅百二十丈の地區を以て日本專管居留地と定む」と述べられてゐる。日本側の租界行政徽としては、警察署、上海の例に倣へる會審裁判所等がある。昭和十二年四月一日現在における在留邦人数は十二名であった。